# Ivajlo av Bulgarien
Ivajlo av Bulgarien, död 1281, var Bulgariens regent från 1277 till 1279.